# Muchse
Ein Muchse ist ein männliches Hausrind, bei dem durch die Verlagerung der Hoden an die Bauchdecke ein künstlicher Kryptorchismus hervorgerufen wurde. Die dazu durchgeführte Behandlung wird als Muchsen bezeichnet. Die Bezeichnung ist eine Zusammenziehung von Muni (Stier, Bulle) und Ochse.

## Behandlung
Im Unterschied zum Ochsen wird die Zeugungsunfähigkeit beim Muchsen nicht durch Kastration mit der operativen Entfernung der Hoden oder mit Hilfe einer Burdizzo-Zange erreicht. Stattdessen werden die Hoden gegen die Bauchdecke gedrückt oder in die Bauchhöhle verschoben und in dieser Lage mit einem um das leere Skrotum gezogenen Gummiring fixiert. Der Hodensack nekrotisiert nach einigen Wochen und fällt ab oder wird abgeschnitten. Die Hoden verbleiben unter der Haut und atrophieren langsam. Durch die höhere Umgebungstemperatur kommt es zur Einstellung der Spermatogenese und damit zur Zeugungsunfähigkeit, während die Bildung von Testosteron nicht beeinträchtigt wird.
Das Muchsen ist einer vergleichenden Untersuchung zufolge gegenüber der Orchiektomie und der Verwendung der Burdizzo-Zange weniger belastend für das Tier, wenn es unter Sedation mit Xylazin und Lokalanästhesie erfolgt. Der Eingriff führt nicht sicher zur Zeugungsunfähigkeit, einzelne Tiere können weiterhin Sperma produzieren.

## Tierschutz
Von Tierschützern wird kritisiert, dass der Vorgang mit hoher Wahrscheinlichkeit mit Schmerzen verbunden ist und für das einzelne Kalb einen irreversiblen Schaden verursacht. Die Behandlung bedürfe unabhängig vom Alter des Tieres einer vom Tierarzt vorzunehmenden Betäubung. Als Zerstörung von Körpergewebe eines Wirbeltieres sei die Behandlung grundsätzlich verboten, zudem sei die Amputation von Körperteilen mithilfe elastischer Ringe unzulässig. In der Schweiz ist das Muchsen verboten.